# 配電盤

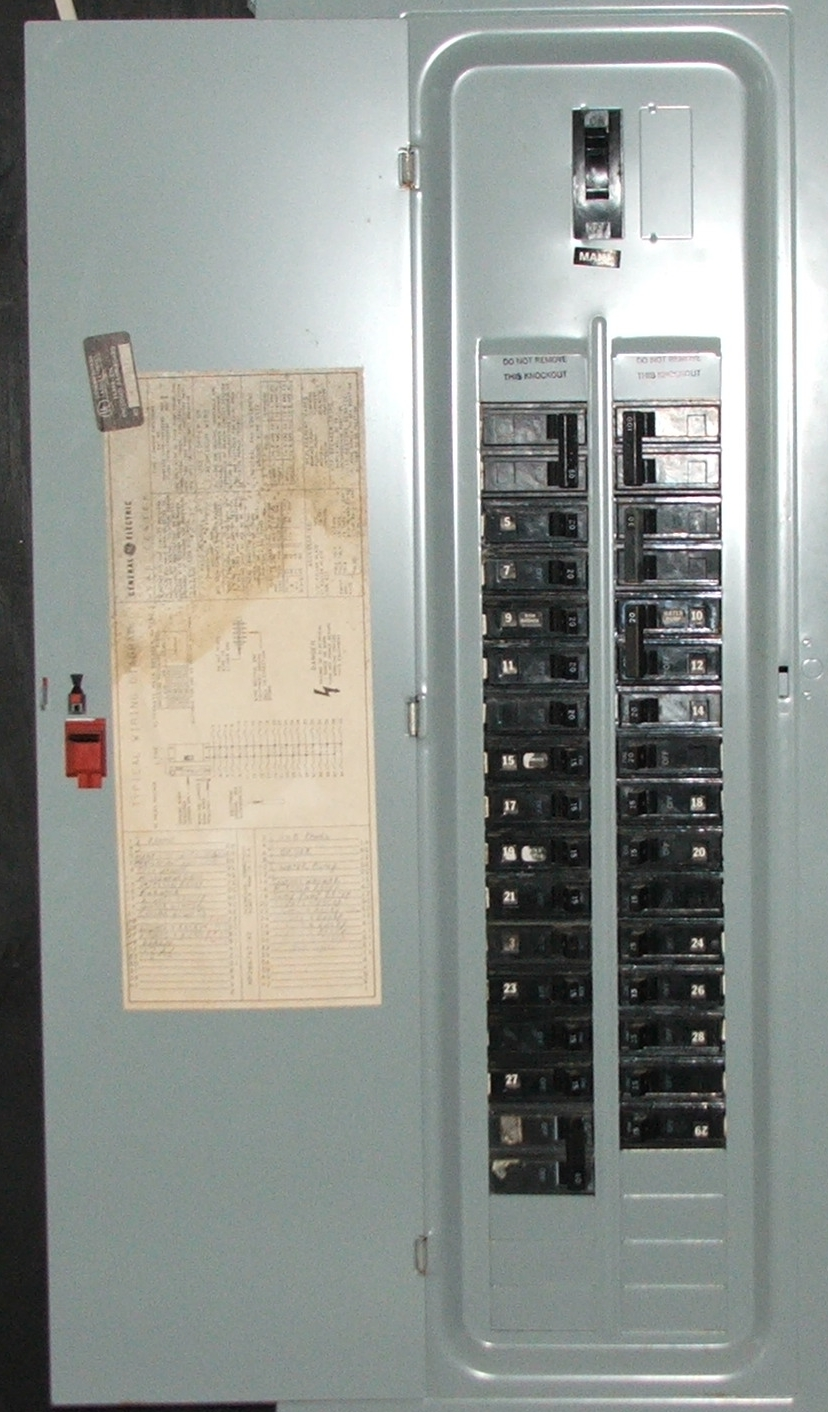
一個相當標準的美式斷路器面板

配電箱，又名開關箱、配電盤、分电箱，是有關電源的裝置，會將開關與斷路器設備、測量儀表、保護電器和輔助設備組裝在金屬櫃中屏板上，是集中安裝開關、儀表等設備的成套裝置。常用的配電箱有木製和鐵板製兩種。便於管理，當發生電路故障時有利於檢修。

## 位置
配電箱通常為了美觀和安全，經常被放置在閣樓、車庫或地下室。特定情況下，安裝在室外，在危險的環境中，或在其他外的不同尋常的位置就需要專門的設備和更嚴格的安裝方法。

### 書目
- 低壓配電盤. . 前程出版社. 2002-01-21 [2002]. ISBN 978-957-957-423-5.
- . 全華出版社. 2012-11-01 [2012]. ISBN 978-957-296-348-7.